# Varan pustinný
Varan pustinný je druh varana žijícího v písčitých nebo kamenitých pouštích a stepích severní Afriky, na Arabském poloostrově a v Přední, jihozápadní a střední Asii.

## Popis
Má pro varany typickou stavbu těla s dlouhým krkem a dlouhým silným ocasem. Hlava při pohledu shora trojúhelníkovitá, čenich s nosními otvory blízko velkých očí připomíná zobák. Kůže v barvě písku, od šedohnědé po žlutohnědou, na zádech až šest tmavě hnědých skvrn tvořících příčné sedlovité pruhy, na krku podélné; hlava je světlá s tmavým temenem. Samec dosahuje délky do 130 cm a hmotnosti kolem 3 kg, samice je menší, 90–100 cm dlouhá, s hmotností 1–1,8 kg.

## Ekologie
Vyhrabává nory nebo jámy, v nichž se ukrývá. Rychle běhá, dobře šplhá po stromech. Je agresivní. Jako všichni plazi je studenokrevný a potravu hledá jen ráno a večer, dokud pouštní prostředí není příliš horké nebo naopak příliš chladné. V horku a v noci se ukrývá v podzemní noře, chráně se tak před extrémními teplotami a před predátory, především ptáky, velkými kočkovitými šelmami a hyenami. V části Asie upadá do několikaměsíčního zimního spánku. Živí se především bezobratlými (např. hmyzem a jeho larvami), také vejci ptáků a jejich mláďaty, menšími plazy a troufne si i na hady.
Doba páření je květen až červen. Samci o právo pářit se bojují: vzpřímí se, strkají do protivníka předními končetinami a snaží se ho převalit. Tyto boje nejsou smrtelné. Samice dva až tři týdny po páření klade do vyhrabaných jamek v písku asi osm vajec a překryje je pískem; o potomstvo se již dále nestará. Mláďata se líhnou po maximálně deseti měsících a žijí skrytě až do dosažení pohlavní zralosti ve dvou a půl letech.

## Ohrožení a ochrana
Varan pustinný je člověkem pronásledován kvůli masu; rovněž jeho vejce jsou vyhrabávána ke konzumaci. Obzvláště je decimován lovem kvůli kůži používané k výrobě luxusních kabelek, obuvi a opasků. Kvůli masovému lovu byl druh zařazen do Přílohy I Úmluvy o mezinárodním obchodu s ohroženými druhy volně žijících živočichů a rostlin (CITES). Obchod s mrtvými i živými exempláři stejně jako s výrobky z nich je ve všech státech, které uznaly konvenci, zakázán.

## Zajímavost
Již Hérodotos zmiňuje varana jako „pozemního krokodýla“, který žije na území libyjských nomádů. V minulosti se nebezpečnost varana pustinného silně přeháněla a tvrdilo se o něm, že je schopen napadnout i jezdce na koni. V Egyptě ho dříve, podobně jako kobry, předváděli zaklínači hadů.